# Retorno sobre o investimento
Em finanças, retorno sobre o investimento (em inglês, return on investment ou ROI), também chamado taxa de retorno (em inglês, rate of return ou ROR), taxa de lucro ou simplesmente retorno, é a relação entre a quantidade de dinheiro ganho (ou perdido) como resultado de um investimento e a quantidade de dinheiro  investido.
Existem três formulações possíveis de taxa de retorno, são elas:
- retorno efectivo;
- retorno exigido e;
- retorno previsto.

O retorno efectivo serve como medida de avaliação do desempenho de um investimento, aferido a posteriori. O retorno previsto serve como medida ex ante do desempenho de um investimento; é a sua taxa implícita ou interna de retorno, aquela que iguala o valor do investimento do seu preço ou custo.
A taxa de retorno exigida é a que permite determinar o valor de um investimento. De facto, o valor de um investimento é o equivalente actual dos seus cash-flows futuros, sendo estes convertidos em equivalente actual (ou actualizados) justamente à taxa de retorno exigida. Assenta na ideia de que qualquer investimento deve proporcionar uma taxa de retorno igual a uma taxa sem risco acrescida de um prémio de risco função do grau de incerteza que afecta os cash-flows futuros do investimento.
A taxa de retorno prevista é função do preço (ou custo) do investimento e do fluxo de cash-flows futuros atribuíveis ao investimento. Sendo incertos estes cash-flows, resulta que a taxa de retorno prevista é também incerta, apresentando-se mesmo como uma variável aleatória. Aqui reside o seu risco, que terá que ser medido, para ser tido em conta na estimação dos prémios de risco a incluir nas taxas de retorno exigidas.
O montante de dinheiro ganho ou perdido pode ser referido como juros, lucros ou prejuízos, ganhos ou perdas ou ainda rendimento líquido ou perdas líquidas. O dinheiro investido pode ser referido como ativo, capital, principal ou custo básico do investimento. O ROI é geralmente expresso como percentagem. 
A concretização das estratégias organizacionais de uma empresa está dependente da gestão adequada de projectos, programas e portfólios. Nesse sentido, a responsabilidade financeira aumenta permanentemente e a sua mensuração é obrigatória. Embora hoje, o uso desta ferramenta de análise seja generalizado a todo o tipo de investimentos, o cálculo do ROI não é contudo uma “moda” recente. Já em 1920 a Harvard  Business Review referia o ROI como a medida de análise essencial para conhecer o valor do resultado de investimento de capital.
O seu conhecimento antecipado tem um impacto importante não só no seio da organização que gere o processo de investimento, como também junto de potenciais investidores. Para além da “venda” interna e externa do projecto, é fundamental para o seu acompanhamento dando de uma forma clara o impacto no negócio face às metas pré-definidas.

## Metodologias de cálculus
O cálculo do ROI possui diversas metodologias, algumas simples, outras nem tanto. Cada metodologia varia em função da finalidade ou do enfoque que se deseja dar ao resultado. A seguir estão algumas das mais conhecidas e facilmente encontradas em livros de Contabilidade, Economia e Finanças.
ROI=(Lucro Líquido÷Vendas)×(Vendas÷Total de ativos)representa a relação entre a lucratividade e o giro dos estoques.
ROI=Lucro líquido÷Total de ativosRepresenta o retorno que o ativo total empregado oferece. Utilizado geralmente para determinar o retorno que uma empresa dá:
ROI Retorno sobre o investimento: O cálculo é muito simples: subtrai-se o ganho obtido a partir do investimento pelo investimento inicial e, em seguida, divide-se esse resultado pelo investimento. A fórmula para a realização do cálculo é a seguinte: [ROI = (Ganho obtido – Investimento inicial) / Investimento inicial. Vamos ao exemplo:
Você  ganhou R$ 500 e investiu R$ 100. ( 500 – 100 = 400 ) 400 / 100 = 4.
Você deve estar se preguntando, o que significa esse número? É simples, para cada 100 reais investidos você teve um retorno (ROI) de 400 reais. Esse retorno é hipotético e extremamente lucrativo.